# Onthophagus bifidicornis
Onthophagus bifidicornis är en skalbaggsart som beskrevs av D'orbigny 1902. Onthophagus bifidicornis ingår i släktet Onthophagus och familjen bladhorningar. Inga underarter finns listade i Catalogue of Life.